# Oratorio di San Bartolomeo (San Casciano in Val di Pesa)
L'oratorio di San Bartolomeo è un edificio religioso situato in via Decimo, un tempo via della Corona, a San Casciano in Val di Pesa.

## Storia
È stato costruito nel 1356, sulle rovine di un preesistente oratorio dedicato a San Giusto, grazie ad una donazione testamentaria fatta da Giannoro di Folco Baroncelli. Fino al XV secolo era di patronato dei Ridolfi che lo cedettero ai frati della Certosa del Galluzzo, i quali posero in facciata lo stemma ancora oggi visibile.
L'oratorio è stato restaurato nel 1994.

## Descrizione
La chiesa, di piccole dimensioni, è ad unica navata.
L'esterno presenta forme molto semplici e lineari ed in facciata sopra la porta d'ingresso fa bella mostra un oculo e il piccolo campanile a vela. L'interno è stato ripristinato in occasione del restauro del 1936 quando la copertura fu rifatta a capriate lignee e furono aggiunte delle decorazioni in pietra serena.